# شین وون هو
شین وون هو (متولد ۲۳ اکتبر ۱۹۹۱، کره جنوبی) خواننده، بازیگر و عضو گروه بین‌المللی کراس جین است. وی در سریال‌های تلویزیونی پسر سبزی فروش (۲۰۱۱)، بزرگ (۲۰۱۲) و افسانه دریای آبی (۲۰۱۶) به ایفای نقش پرداخته‌است.

## فعالیت حرفه‌ای
شین وون هو در اوت ۲۰۱۲ در یک فیلم تبلیغاتی همراه با جی دراگون فعالیت هنری خود را رسماً آغاز کرد. وی با بازی در سریال تلویزیونی بزرگ محصول ۲۰۱۲ به اقبال عمومی دست یافت و در همین سال به عنوان آیدل همراه با کراس جین شروع به کار کرد.
وی به دلیل زیبایی جز بازیگران و خواننده های خوب کره جنوبی است

## فیلم‌شناسی

### فیلم‌ها
| سال  | عنوان           | نقش          |
| ---- | --------------- | ------------ |
| 2012 | فرار۶۰ –گیم اور | Park Hong-Ki |
| ۲۰۱۴ | ZEDD            | Nine         |

### سریال‌های تلویزیونی
| سال  | عنوان                  | نقش               | شبکه                      |
| ---- | ---------------------- | ----------------- | ------------------------- |
| ۲۰۱۱ | پسر سبزی فروش          | Lee Chan-Sol      | Channel A                 |
| ۲۰۱۲ | فرار ۶۰                | Park Hong-Ki      | ماینیچی برودکاستینگ سیستم |
| ۲۰۱۲ | بزرگ                   | Kang Kyung-Joon   | کی‌بی‌اس۲                   |
| ۲۰۱۵ | شوریکن سنتای نین نینجر | Silver (قسمت. ۲۵) | تی‌وی آساهی                |
| ۲۰۱۵ | پیام مخفی              | Choi Kang         | ناور                      |
| ۲۰۱۶ | ازدواج شاد!؟           | Koide Enshio      | سرویس ویدئویی آمازون      |
| ۲۰۱۶ | افسانه دریای آبی       | Tae-Oh            | اس‌بی‌اس                    |
| ۲۰۱۷ | دختر و پسر قرن بیستم   | Sa Min-Ho         | بنگاه پخش مونهوا          |

### برنامه‌های تلویزیونی
| سال  | عنوان                         | شبکه             |
| ---- | ----------------------------- | ---------------- |
| ۲۰۱۲ | 1 vs. ۱۰۰                     | کی‌بی‌اس۲          |
| ۲۰۱۴ | Cross Battle                  | HTB              |
| ۲۰۱۴ | ما ازدواج کردیم جهانی - فصل ۲ | بنگاه پخش مونهوا |
| ۲۰۱۴ | Pops in Seoul                 | Arirang          |
| ۲۰۱۴ | Idol School                   | بنگاه پخش مونهوا |
| ۲۰۱۴ | Let's Go Dream Team! فصل ۲    | کی‌بی‌اس۲          |
| ۲۰۱۵ | قرار تنهایی                   | JTBC             |
| ۲۰۱۵ | Music On TV                   | M-On TV          |
| ۲۰۱۵ | برنامه آزمون جهانی            | بنگاه پخش مونهوا |
| ۲۰۱۷ | قانون جنگل در سوماترا         | اس‌بی‌اس           |
| ۲۰۱۷ | تاپ ۱۰ یانگ سه چان            | JTBC             |
| ۲۰۱۷ | Weekly Idol (آیدل نقابدار)    | MBC Every1       |

## تبلیغات
- تبلیغ بین پول همراه با جی دراگون از بیگ بنگ[۱۲]
- اسکین فود ۱۵ 스킨푸드
- اینترنت بی‌سیم کی تی KT올레 와이파이 지하철편
- 싸이월드
- دانکین دونات
- تبلیغ آکشن همراه با سولی از اف (ایکس)
- پانتک وگا آیرون
- چیپس Sumi همراه با به سوزی از میس ای ۲۰۱۴
- فروشگاه تعمیر دوچرخه بین پول

## جوایز

### جشنواره هالیو کره‌ای
| سال  | کار نامزد شده | دسته                   | نتیجه |
| ---- | ------------- | ---------------------- | ----- |
| ۲۰۱۲ | Big           | بهترین مدل مرد تبلیغات | برنده |
| ۲۰۱۲ | Big           | بهترین بازیگر تازه‌کار  | برنده |